# سفارة الفلبين في النرويج
سفارة الفلبين في النرويج هي أرفع تمثيل دبلوماسي لدولة الفلبين لدى النرويج. تقع السفارة في أوسلو وهي تهدف لتعزيز المصالح الفلبينية في النرويج.

## وصلات خارجية
- قائمة سفارات الفلبين
- قائمة السفارات في النرويج